# Walther Modell 1
Walther Modell 1 — немецкий самозарядный пистолет, разработанный фирмой «Вальтер». Пистолет Вальтер Модель 1 выпущен в 1908 г. и был первым карманным пистолетом фирмы «Вальтер».

## История
Появление на рынке оружия компактных самозарядных пистолетов Браунинга и их популярность не остались незамеченным другими производителями оружия. Стремясь получить выход на рынок гражданского оружия, Карл Вальтер вместе со своими сыновьями разработал компактный самозарядный пистолет и испытал его. Уже в 1909 году Вальтер получил патент на пистолет, который получил наименование Deutche Selbstlade Pistole Walther, Kaliber 6,35. Название Walther Modell 1 появилось значительно позже, когда предприятие Carl Walter Waffenfabrik выпустило следующую модель карманного пистолета.

## Устройство
Walther Modell 1 — самозарядный пистолет, действие автоматики которого основано на отдаче свободного затвора. Ударно-спусковой механизм ударникового типа. Затвор пистолета не закрывает сверху ствол. Возвратная пружина располагается под стволом. Магазин съёмный, рассчитанный на размещение шести патронов 6,35 Браунинг. В задней части рамки расположен предохранитель, который перемещается в поперечном направлении относительно рамки пистолета, блокируя во включенном положении ударник. Пистолет в передней части спусковой скобы имеет кнопку, предназначенную для разборки оружия.

Walther modell 1 выпускался в нескольких вариантах, которые отличались друг от друга устройством и маркировкой. Основные отличия связаны с конструкцией ударно-спускового механизма, наличием или отсутствием кнопки в задней части рамки, для фиксации затвора и разборки оружия, количеством проточек на боковых поверхностях в задней части затвора, а также маркировочными знаками на боковой поверхности затвора.